# Мама для мамонтеняти
Мама для мамонтеня (рос. Мама для мамонтёнка) — радянський мальований мультфільм 1981 студії ТО "Екран".

## Сюжет
Мультфільм про долю мамонтеня, який випадково уникнув вимирання мамонтів (замерз у вічній мерзлоті, а потім відтанув) і тепер шукає маму. Мамонтеня знайомиться з білим ведмежати і моржем. Старий мудрий дідусь Морж розповідає мамонтеняті, що далеко на півдні є величезний континент, де мешкають звірі, схожі на нього, тільки без вовни. Можливо, там його мати?
Мамонтеня на крижині вирушає в далеке плавання через величезний океан. Він досягає Африки, де зустрічає мавпу та бегемотиху, і знаходить маму - слониху. Тепер він не самотній, і він має справжню дружну сім'ю! Адже так не буває на світі, щоби були втрачені діти!

## Творці
- Автори сценарію - Діна Непам'ятна
- Режисери-постановники: - Олег Чуркін
- Художники-постановники: - В'ячеслав Назарук
- Оператори - Ігор Шкамарда, Володимир Милованов
- Композитори - Володимир Шаїнський
- Звукооператори - Віталій Азаровський
- Художники-мультиплікатори: — Світлана Січкар, Михайло Першин, Наталія Базельцева, Іван Самохін, Ірина Гундирева, Володимир Спорихін Валерій Токмаков, Олександр Єлізаров
- Монтажери - Марина Трусова, Галіна Дробініна, Любов Георгіева
- Асистенти режисера - Тетяна Кузьміна
- Асистенти художника-постановника - Тетяна Абалакіна
- Художники: - Олександр Січкар, Олександр Цибін, Олександр Брежнєв, Тетяна Велікород,
- Редактори - Олена Ходіна, Валерія Коновалова
- Директор картини - Лідія Варенцова

## Ролі озвучували
- Клара Румянова — мамонтеня
- Зіновій Гердт — морж
- Рина Зелена — слониха / бегемотиха
- Зінаїда Наришкіна — мавпа
- Григорій Толчинський — від автора / біле ведмежа

## Факти
- Казка, за якою знято мультфільм, була написана Діною Непомнящей під враженням від історії виявлення мамонтеня Діми.
- Пісенька, яку Мамонтеня співає на шляху через океан («По синьому морю, до зеленої землі пливу я на білому своєму кораблі…»), нині є неофіційним гімном установ для дітей-сиріт та дітей, які залишилися без піклування батьків. У ній кожна дитина висловлює надію, що обов'язково буде комусь потрібна і в новій сім'ї здобуде довгоочікуване щастя. Як наслідок, приспів цієї пісні також звучить у рубриці «У вас буде дитина» передачі «Коли все дома».